# Konglomeratsabschlag
Ein Konglomeratsabschlag ist ein im Börsenhandel zu beobachtender Abschlag auf den mutmaßlichen „inneren Wert“ eines großen Unternehmens, das in unterschiedlichen Sparten tätig ist, also eines großen Mischkonzerns. Solche Abschläge liegen häufig in der Größenordnung von 10 bis 20 %, können aber auch weit darüber hinausgehen.
Der Begriff Konglomeratsabschlag ist anwendbar
- in Verbindung mit einer Finanzanalyse beziehungsweise Unternehmensbewertung, die einen Unternehmenswert errechnet und postuliert. Dann kann entweder auf diesen Wert ein pauschaler Konglomeratsabschlag vorgenommen werden, oder ein niedrigerer aktueller Börsenwert wird mit einem mutmaßlichen Konglomeratsabschlag erklärt.
- als Erklärung für einen Kursanstieg bei erwarteter oder vollzogener Aufspaltung eines Mischkonzerns. So stieg zum Beispiel die ThyssenKrupp-Aktie im ersten Halbjahr 2006 im Zuge eines entsprechenden Konzernumbaus um ca. 60 %, allerdings unterstützt durch eine insgesamt positive Börsenstimmung.

Ein Konglomeratsabschlag ist also keine Tatsache, sondern eine hypothetische Rechengröße oder eine hypothetische Erklärung für ein Kapitalmarktphänomen. Er steht in Zusammenhang mit vermuteten stillen Reserven auf Konzernebene, die durch eine Aufspaltung des Konzerns freigesetzt („gehoben“) würden oder wurden.
Als Begründung für den Abschlag werden in der Finanzpresse zum Beispiel das komplexere Management von Mischkonzernen und das Nicht-Sichtbarwerden des Wachstumspotenzials einzelner Unternehmensbereiche genannt (siehe auch Kurs-Gewinn-Wachstums-Verhältnis).

## Wissenschaftliche Untersuchung
Eine Studie, die Konglomeratsabschläge anhand der Transaktionskostentheorie untersuchte, kam zu dem Schluss, dass die Abschläge aus Sicht der Fundamentalanalyse nicht gerechtfertigt seien, dass es sich hierbei also um eine Marktineffizienz handle.